# Joaquim Llopis i Rius
Joaquim Llopis i Rius (Gelida, 1902 - 1955) va ser un músic, violinista i director i fundador de corals.

## Biografia
Amb deu anys inicià els seus estudis musicals de la mà de mossèn Carreras, vicari de Gelida; continuà la seva formació amb Francesc Peracaula (solfeig) i amb el director de l'orquestra Els Escolans, Antoni Torelló i Romeu (violí). Completà la seva formació amb mestres del Conservatori Municipal de Música de Barcelona, on s'examinà de violí. L'any 1919 es va incorporar a l'Orquestra Els Nois d'Olesa. El 1928 creà l'Orfeó Gelida, que debutà el 22 de juliol i que es mantingué fins al 1935. Del 1934 al 1936 dirigí la Coral Artesans de la seva vila natal; a més, dirigí les corals del Masnou i de Castellar del Vallès. Llopis compaginà la seva dedicació al cant coral amb la d'instrumentista, i va ser violí concertino de l'Orquestra del Liceu; també tocà a l'orquestra Els Escolans, de Sant Sadurní d'Anoia, i a l'Orquestra Planas de Martorell. Posteriorment fundà l'orquestra Euterpe Club.
En les seves darreries es dedicà a l'ensenyament de la música, activitat que feia als Lluïsos, i a donar classes de violí a Gelida. En homenatge, la seva població natal li dedicà un carrer del Barri del Funicular.
El seu germà Josep Llopis i Rius també va ser músic i compositor.